# الآلهة القديمة والجديدة
الآلهة القديمة والجديدة (بالإنجليزية: The Old Gods and the New)‏ هي الحلقة السادسة من الموسم الثاني من المسلسل الفانتازي صراع العروش، والمُقتبس من سلسلة روايات أغنية الجليد والنار للمؤلف جورج ر. ر. مارتن، وهي الحلقة رقم 16 من المسلسل ككل. عُرضت الحلقة لأول مرة في 6 مايو 2012، على شبكة إتش بي أو المُنتجة للمسلسل، وكانت من كتابة فانسيا تايلور، ومن إخراج ديفيد نتر.

## ملخص الحلقة
يصل (ثيون) لـ«وينترفيل» مُهاجماً، ويقوم بقتل كل من خالف أوامره، ويرفع رايات «الجزر الحديدية» فوق قلعة «وينترفيل». أما (آريا) فتقوم بإخبار ذاك الرجل بقتل رجل آخر، كما أنها تستمع للخطط والأوضاع الدائرة أثناء خدمتها لـ (تايوين). وفي «كينغ لاندينغ»، تُرسل شقيقة (جوفري) بعيداً عن العاصمة، وأثناء عودتهم إلى القلعة تحدث بعضُ أعمال الشغب ويُلقى (جوفري) بالقمامة على وجهه. أما في شمال الجدار، تستمر رحلة الحراس لاستكشاف الأراضي، وهناك يجدون امرأة همجية تُدعى (ياجريت) ويحاول (جون) قتلها ولكنها تهرب فيقوم بملاحقتها. وفي مدينة (كارث)، تُحاول (أم التنانين) شراء سفينة لنقل شعبها إلى «ويستروس»، وعندما تغيب قليلاً عن تنانينها، تعود وقد قُتل جميع جنودها وسُرقت التنانين.

## الإنتاج
سيناريو الحلقة كان من كتابة فانسيا تايلور، وأُختير ديفيد نتر لإخراجها. كان مارتن كنزي ‏ مديرًا لتصوير الحلقة، وأورال نوري أوتي محررًا لها، أما موسيقى الحلقة التصويرية فكانت من تلحين رامين جوادي.

## نسب المشاهدة
| الموسم | الموسم | رقم الحلقة | رقم الحلقة | رقم الحلقة | رقم الحلقة | رقم الحلقة | رقم الحلقة | رقم الحلقة | رقم الحلقة | رقم الحلقة | رقم الحلقة | المتوسط |
| الموسم | الموسم | 1          | 2          | 3          | 4          | 5          | 6          | 7          | 8          | 9          | 10         | المتوسط |
| ------ | ------ | ---------- | ---------- | ---------- | ---------- | ---------- | ---------- | ---------- | ---------- | ---------- | ---------- | ------- |
|        | 1      | 2.22       | 2.20       | 2.44       | 2.45       | 2.58       | 2.44       | 2.40       | 2.72       | 2.66       | 3.04       | 2.52    |
|        | 2      | 3.86       | 3.76       | 3.77       | 3.65       | 3.90       | 3.88       | 3.69       | 3.86       | 3.38       | 4.20       | 3.80    |
|        | 3      | 4.37       | 4.27       | 4.72       | 4.87       | 5.35       | 5.50       | 4.84       | 5.13       | 5.22       | 5.39       | 4.97    |
|        | 4      | 6.64       | 6.31       | 6.59       | 6.95       | 7.16       | 6.40       | 7.20       | 7.17       | 6.95       | 7.09       | 6.84    |
|        | 5      | 8.00       | 6.81       | 6.71       | 6.82       | 6.56       | 6.24       | 5.40       | 7.01       | 7.14       | 8.11       | 6.88    |
|        | 6      | 7.94       | 7.29       | 7.28       | 7.82       | 7.89       | 6.71       | 7.80       | 7.60       | 7.66       | 8.89       | 7.69    |
|        | 7      | 10.11      | 9.27       | 9.25       | 10.17      | 10.72      | 10.24      | 12.07      | غ/م        | غ/م        | غ/م        | 10.26   |
|        | 8      | 11.76      | 10.29      | 12.02      | 11.80      | 12.48      | 13.61      | غ/م        | غ/م        | غ/م        | غ/م        | 11.99   |

## وصلات خارجية
- الآلهة القديمة والجديدة على موقع IMDb (الإنجليزية)
- الآلهة القديمة والجديدة على موقع ميتاكريتيك (الإنجليزية)
- الآلهة القديمة والجديدة على موقع روتن توميتوز (الإنجليزية)
- الآلهة القديمة والجديدة على موقع أول موفي (الإنجليزية)